# Diocese de Samora
A Diocese de Samora (em latim: Dioecesis Zamorensis, em castelhano:  Diócesis de Zamora) é uma circunscrição eclesiástica da Igreja Católica, cuja sé episcopal situa-se no município de Samora, em Espanha. A diocese foi fundada por Atilano de Samora no século VIII, sendo considerado o orago da diocese.
A diocese de Samora não coincide realmente nos seus limites com a província de Samora, uma vez que a parte noroeste da província pertence à Diocese de Astorga. É considerada a diocese sufragânea da Arquidiocese de Valhadolide. Atualmente está dividida em dez arciprestes: Alba, Aliste, Benavente, Fuentesaúco, El Pan, Sayago, Toro, Villalpando, El Vino e Samora.
De acordo com o Anuário Pontifício de 2015, a diocese contava com: 155 943 pessoas batizadas, 162 padres, dos quais 145 eram seculares (diocesanos) e 17 religiosos, 437 consagrados: 22 religiosos e 415 religiosas, e 303 paróquias.
De acordo com os censos de 2017-18, formaram-se cinco seminaristas no Seminário Maior.
Atualmente há sete casas e sete ordens religiosas. Das religiosas de vida contemplativa há dez ordens e congregações com dezassete casas, enquanto que as religiosas de vida ativa abrangem treze ordens e congregações, com vinte e oito casas. Em relação aos institutos seculares, existem cinco institutos, com cinco casas e quarenta e sete membros. Há trinta e cinco movimentos e associações de apostolado secular, com vinte e oito de adultos e sete de jovens.[carece de fontes?]

## Bispos de Samora
Século X
- 900-c. 919 : Atilano de Samora
- Siglo X: João I
- ...?-953: Dulcídio
- 954-968: Domingo
- 970-984: João II
- 985-c.989 : Salomão

Século XI
c. 989-1121: sede suprimida
Século XII
- 1105?-1120: Jerónimo de Perigord (bispo de Salamanca, administrador)
- 1121-1149: Bernardo de Perigord
- 1150-1174: Estêvão
- 1175-1180: Guilherme
- c. 1191 : Martín Arias

Século XIII
- c.1217-1238: Martín Rodríguez
- 1239-1254: Pedro
- 1255-1286: Suero Pérez de Velasco
- ...?-1293 : Afonso

Século XIV
- c. 1300: Pedro
- 1303-1310: Gonzalo Rodríguez Osorio
- ...?-1311: Diogo
- 1326-1335: Rodrigo
- 1341-1355: Pedro
- 1355-1363: Afonso Fernandes de Valência, bisneto de Afonso X de Castela.
- 1363-...?: Martín de Acosta
- ...-1377 : Álvaro
- ...?-...?: Fernando
- ...?-1383: Afonso III
- 1386-1395 : Alonso de Egea ou de Córdova (nomeado bispo de Ávila)

Século XV
- 1395-1403: João III
- 1403-1413: Alfonso de Illescas
- 1413-1424: Diego Gómez de Fuensalida (nomeado bispo de Ávila)
- 1425-1438: Pedro
- 1440-1465: Juan de Mella (nomeado bispo de Siguença)
- 1465-1467: Rodrigo Sánchez de Arévalo - (administrador apostólico) (nomeado bispo de Calahorra)
- 1467: Juan Carvajal - (administrador apostólico)
- 1468-1493: Juan de Meneses
- ...-1494: Diego de Deza (nomeado bispo de Salamanca)

Século XVI
- 1494-1506: Diego Meléndez de Valdés
- 1507-1526: Antonio de Acuña
- 1527-1534: Francisco de Mendoza (nomeado bispo de Palença)
- 1534-1546: Pedro Manuel de Castilla
- 1546-1560: Antonio del Águila y Paz
- 1561-1564: Álvaro de Moscoso
- 1565-1574: Juan Manuel
- 1574-1578: Rodrigo de Castro Osorio
- 1578-1583: Diego de Simancas
- 1584-1595: Juan Ruiz de Agüero

Século XVII
- 1597-1608: Fernando Suárez de Figueroa
- 1610-1615: Pedro Ponce de León
- 1615-1621: Juan Zapata Osorio
- 1622-1624: Juan Martínez de Peralta
- ...-1624: Plácido de Tosantos
- 1625-1627: Juan Roco Campofrío  (nomeado bispo de Badajoz)
- 1627-1631: Juan Pérez de la Serna
- 1634-1637: Diego de Zúñiga y Sotomayor
- ...-1638: Juan de la Torre Ayala
- 1639-1652: Juan Coello de Ribera y Sandoval
- 1653-1658: Antonio Payno Osorio
- 1658: Alfonso de Liaño y Buelma (bispo eleito)
- 1659-1660: Alfonso San Vítores de la Portilla
- 1660-1661: Diego García de Trasmiera
- 1661-1662: Pedro Gálvez López Torrubiano
- 1663-1666: Lorenzo de Sotomayor
- 1667-1668: Antonio Castañón
- 1668-1671: Dionisio Pérez de Escobosa
- 1671-1679: Juan Astorga de Castillo
- 1679-1684: Alfonso de Balmaseda
- 1685-1693: Antonio de Vergara

Século XVIII
- 1693-1703: Fernando Manuel de Mejía (nomeado arcebispo de Burgos)
- 1703-1720: Francisco Zapata Vera y Morales
- 1720-1727: Juan Gabriel Zapata
- 1728-1739: Jacinto de Arana y Cuesta
- 1739-1739: Cayetano Benítez de Lugo
- 1739-1752: Onésimo de Salamanca y Zaldívar
- 1752-1753: Jaime de Cortada y Bru
- 1753-1754: José Gómez
- 1755-1766: Isidro Alonso Cavanillas
- 1767-1776: Antonio Jorge y Galván
- 1777-1785: Manuel Ferrer y Figueredo
- 1785-1786: Ángel Molinos
- 1787-1793: Antonio Piñuela Alonso

Século XIX
- 1794-1803: Ramón Falcón y Salcedo
- 1804-1810: Joaquín Carrillo Mayoral
- 1814-1824: Pedro Inguanzo Rivero (nomeado arcebispo de Toledo)
- 1824-1834: Tomás de la Iglesia y España
- 1834-1848: Sede vacante.
- 1848-1850: Miguel José de Irigoyen
- 1851-1862: Rafael Manso
- 1863-1880: Bernardo Conde y Corral
- 1880-1892: Tomás Belesta y Cambeses

Século XX
- 1893-1914: Luis Felipe Ortiz y Gutiérrez
- 1914-1927: Antonio Álvaro Ballano
- 1929-1938: Manuel Arce y Ochotorena (nomeado bispo de Oviedo)
- 1938-1944: Manuel Arce y Ochotorena - (administrador apostólico)
- 1944-1950: Jaime Font y Andreu (nomeado bispo de San Sebastián)
- 1951-1970: Eduardo Martínez González
- 1971-1973: Ramón Buxarrais Ventura
- 1976-1991: Eduardo Poveda Rodríguez
- 1991-2000: Juan María Uriarte Goiricelaya (nomeado bispo de San Sebastián)

Século XXI
- 2001-2006: Casimiro López Llorente (nomeado bispo de Segorbe-Castellón)
- 2006-2019: Gregorio Martínez Sacristán
- 2020: Fernando Valera Sánchez[carece de fontes?]